# Schloss Wolfstein
Das Schloss Wolfstein befindet sich in Freyung in Niederbayern. Es war Namensgeber des 1972 aufgelösten Landkreises Wolfstein. Es wird als Baudenkmal mit der Aktennummer D-2-72-118-17 geführt. „Untertägige Befunde des Mittelalters und der frühen Neuzeit im Bereich des Schlosses Wolfstein“ werden zudem als Bodendenkmal unter der Aktennummer D-2-7147-0064 geführt.

## Geographische Lage
Das Schloss liegt nordwestlich der Innenstadt von Freyung auf einem von drei Seiten vom Saußbach umgebenen Felsvorsprung.

## Geschichte
Burg Wolfstein wurde als Burg durch den namengebenden Passauer Bischof Wolfger von Erla um 1200 errichtet. Zuvor war das umliegende Land 1193 von Kaiser Heinrich VI. an die Passauer Bischöfe abgetreten worden. 1301 wurden ein Ort „Purchstol zu Wolferstein und ein Wald dazu“ erstmals urkundlich erwähnt, das spätere Freyung. Das Schloss diente als Wehranlage, Verwaltungssitz und bischöfliches Jagdschloss. Als 1803 das Hochstift Passau aufgelöst wurde, war Wolfstein zunächst dem Kurfürstentum Salzburg angegliedert, drei Jahre später kam das Gebiet nach dem Frieden von Pressburg zum Königreich Bayern. 1806 wurde der bayerische Landgerichtsbezirk Wolfstein mit Sitz auf Schloss Wolfstein in der Landgemeinde Ort eingerichtet. Er gehörte zum Unterdonaukreis (ab 1838 Niederbayern). 1862 wurde der neue Landgerichtsbezirk Waldkirchen aus Gemeinden der Landgerichtsbezirke Wolfstein und Wegscheid errichtet und das bisherige Landgericht Wolfstein in Landgericht Freyung umbenannt. Beide Landgerichtsbezirke gehörten zum Bezirksamt Wolfstein. 1938 wurden die Bezirke in Landkreise und die Bezirksämter in Landratsämter umbenannt. Seit der Eingemeindung der Gemeinde Ort am 1. April 1954 steht Schloss Wolfstein auf dem Gebiet der Stadt Freyung. 1972 wurde der Landkreis Wolfstein aufgelöst.

## Heutiger Zustand

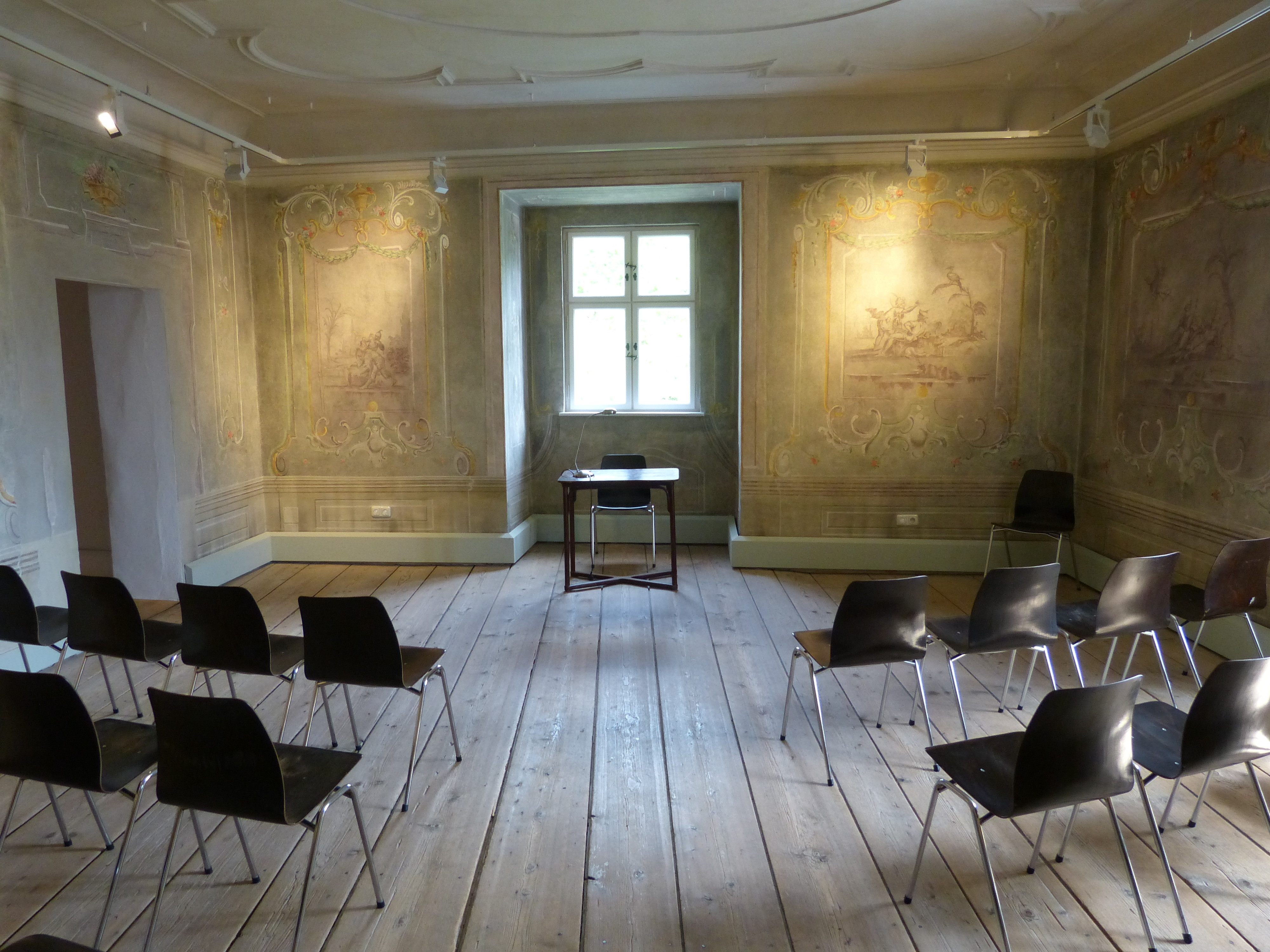
Fürstenzimmer

Das Schlossensemble umfasst einen mächtigen Wohnturm, erbaut 1199 bis 1204 und 1590, zwei niedrige Flügelbauten mit Arkaden aus dem Ende des 16. und Anfang des 17. Jahrhunderts sowie die Burgmauer mit einem vierseitig geschlossenen Innenhof. Seit 1982 beherbergt es die landkreiseigene Kunstsammlung Galerie Wolfstein mit der Sammlung zeitgenössischer Kunst aus dem ostbayerischen Raum; seit 1989 auch das Jagd- und Fischereimuseum des Landkreises. Dieses wurde neu konzipiert und 2014 mit dem Namen Jagd Land Fluss neu eröffnet. Direkt vor dem Schloss befindet sich in einem Neubau das Dienstgebäude Wolfstein des Landkreises Freyung-Grafenau.